# Kuncheilá (Tekal de Venegas)
Kuncheilá es una localidad del municipio de Tekal de Venegas en el estado de Yucatán localizado en el sureste de México.

## Toponimia
El nombre (Kuncheilá) proviene del idioma maya.

## Hechos históricos
- En 1921 pasa del municipio de Tekal al de Temax con el nombre original de Kuincheilá el cual es cambiado por Kuncheilá.
- En 1930 regresa al municipio de Tekal.

## Demografía
Según el censo de 1970 realizado por el INEGI, la población de la localidad era de 67 habitantes.
| 99                          | ? | 82 | 67 | 71 | 86 | 106 | 67 |
| (Fuente: INEGI [Consultar]) |   |    |    |    |    |     |    |

## Galería

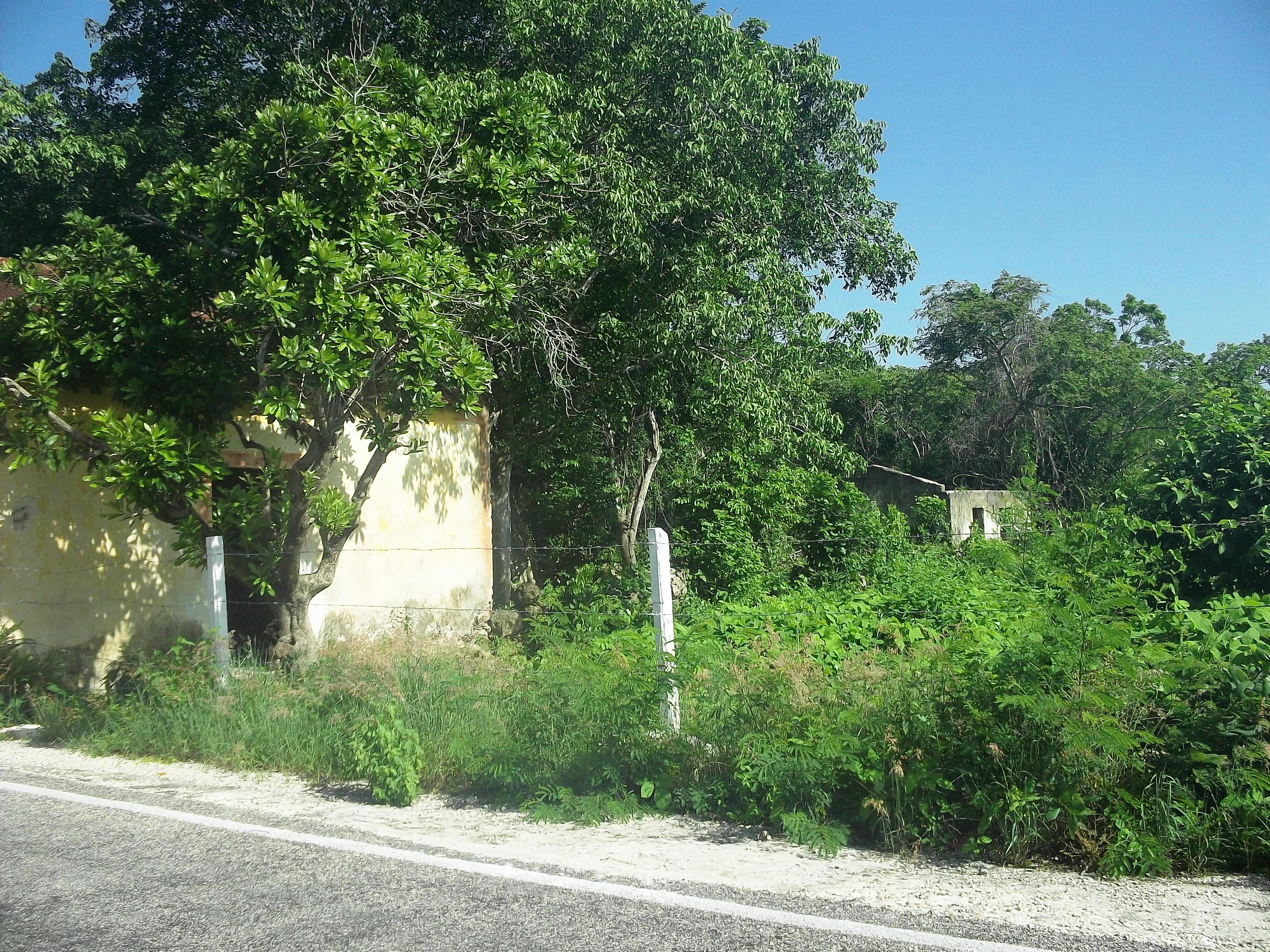
Vista de Kuncheilá.
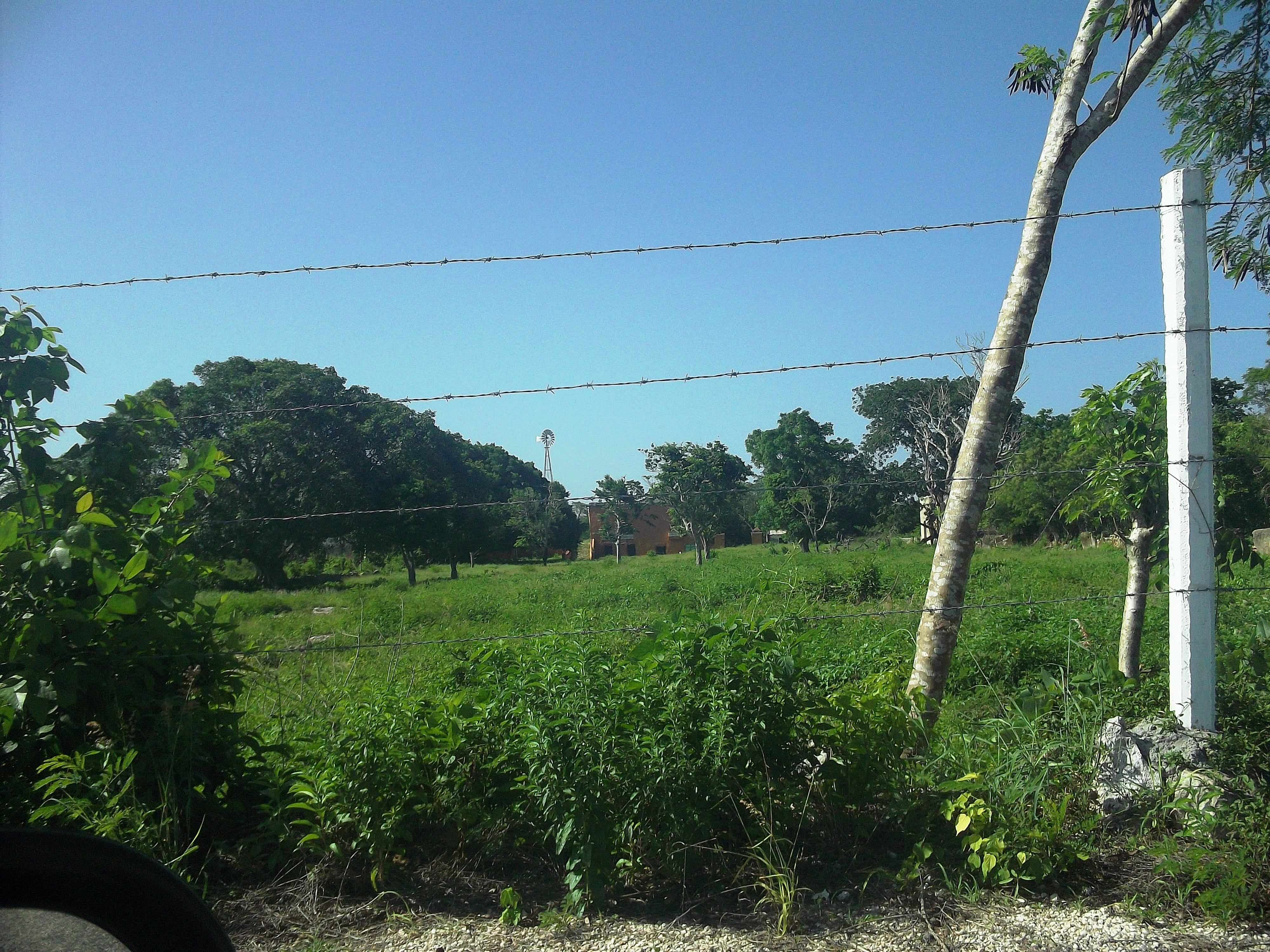
Vista de Kuncheilá.
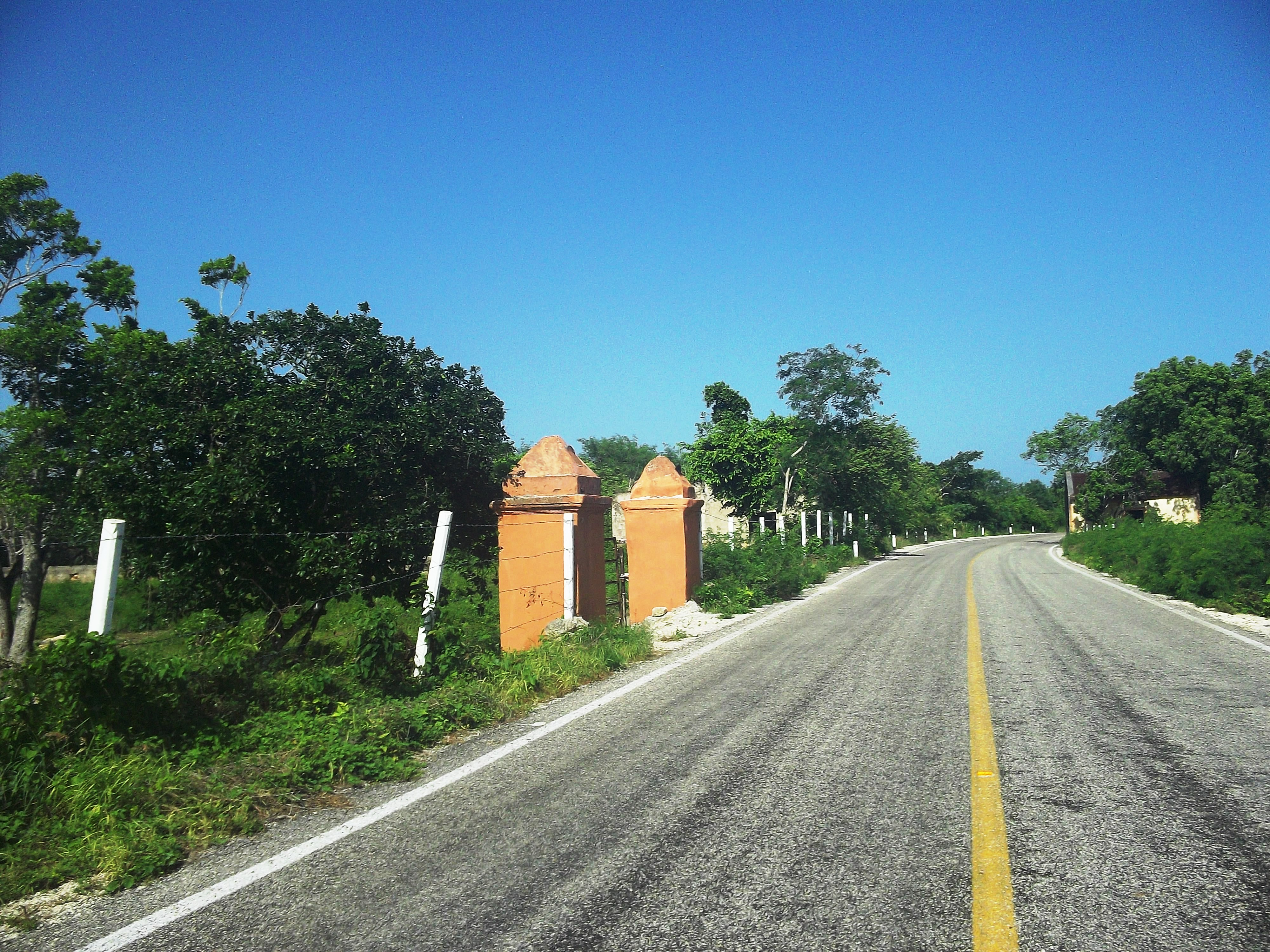
Vista de Kuncheilá.
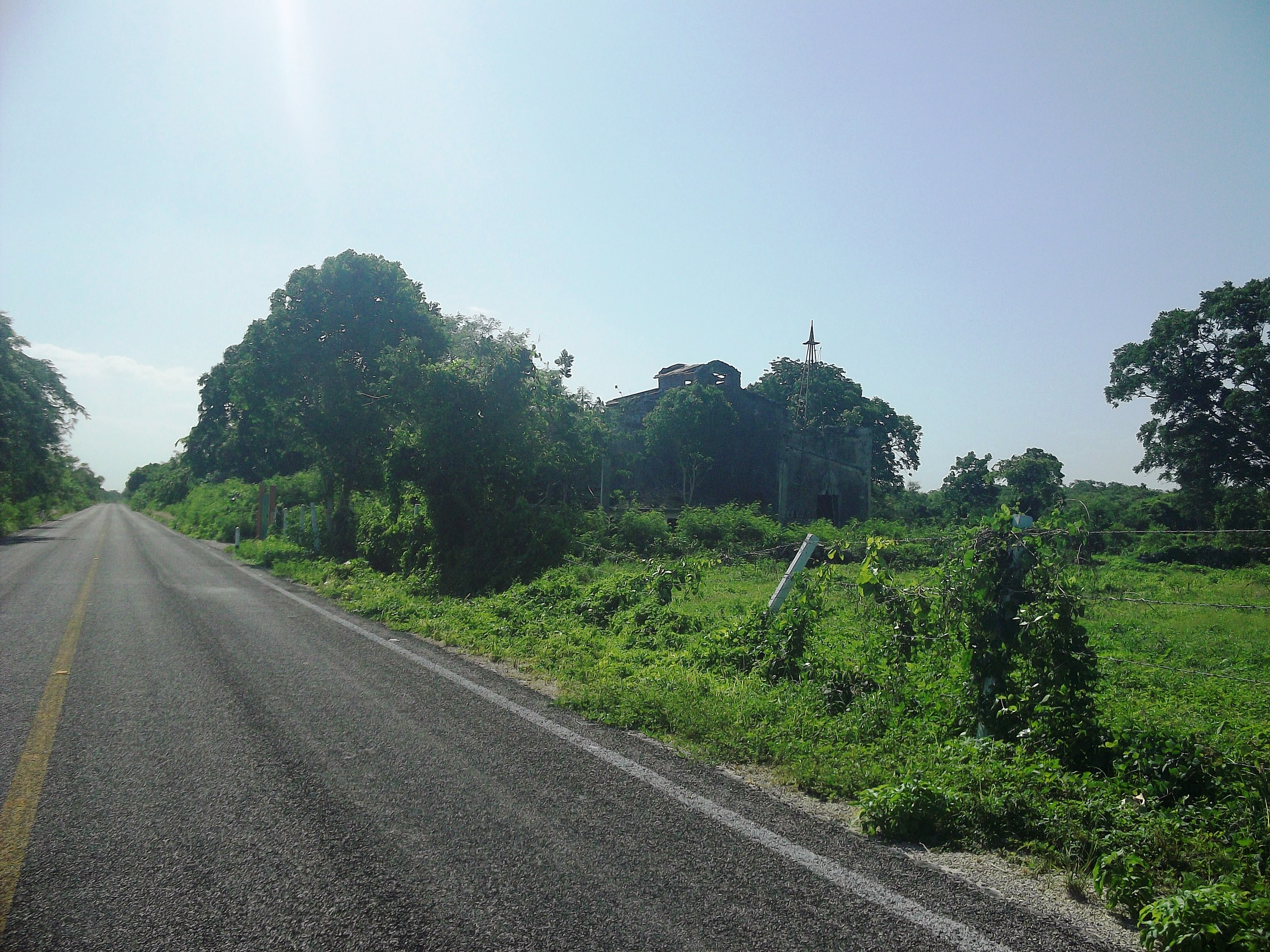
Vista de Kuncheilá.
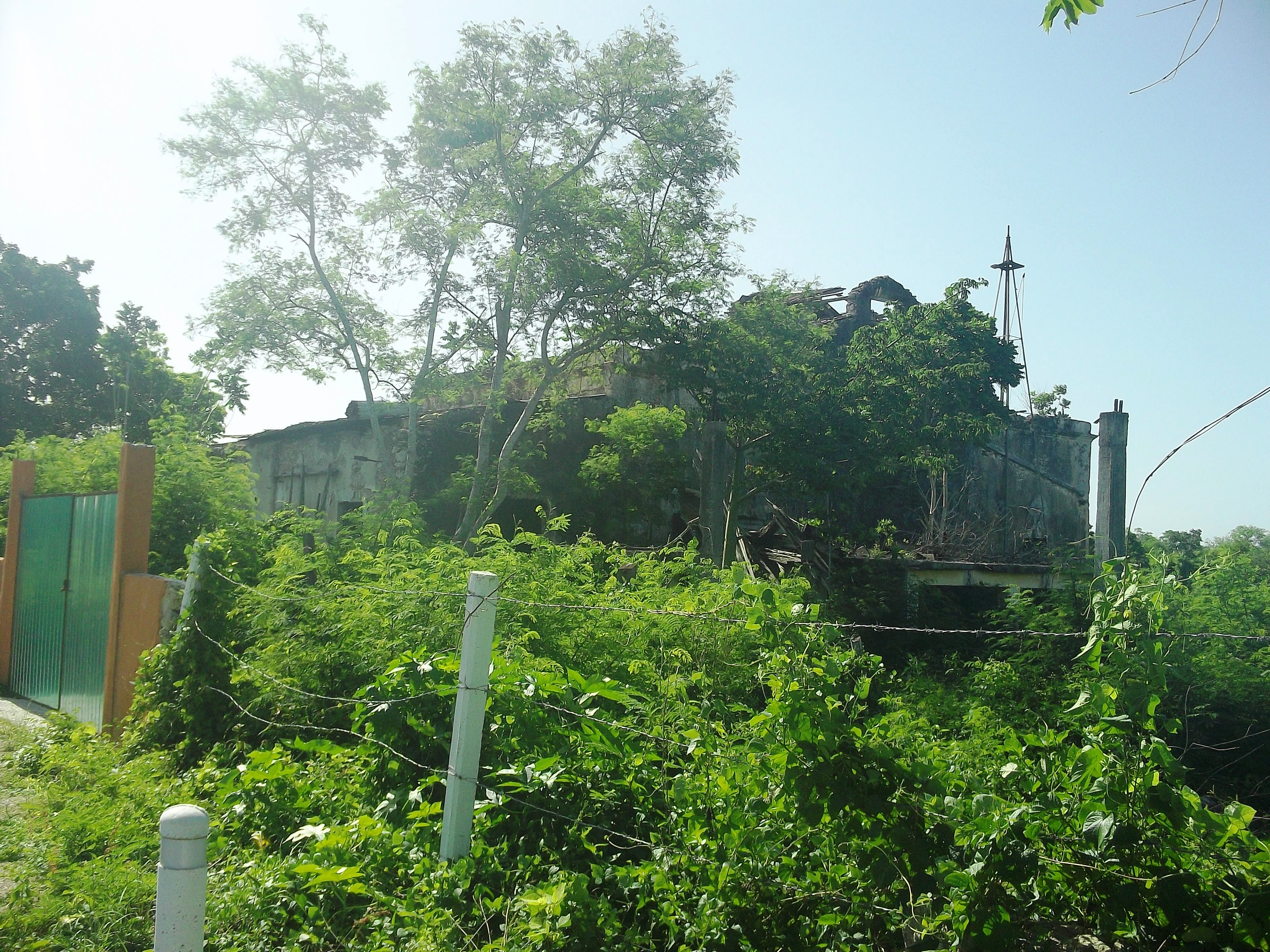
Vista de Kuncheilá.
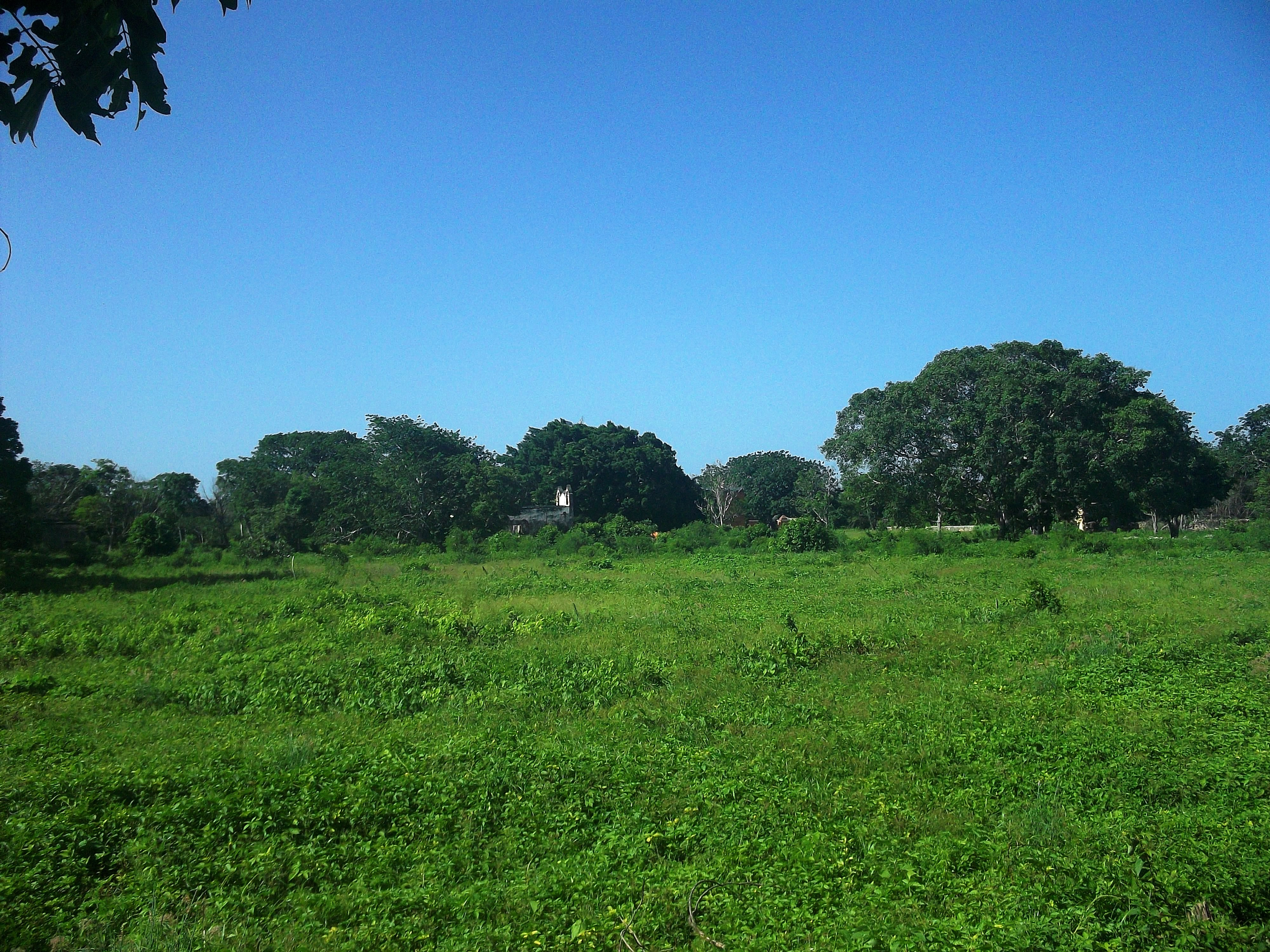
Vista de Kuncheilá.